# Circondario di Springe
Il circondario di Springe (in tedesco Landkreis Springe) è stato un circondario (Landkreis) della Bassa Sassonia, in Germania.

## Storia
Fu istituito il 1º aprile 1885 come circondario nella provincia di Hannover del regno di Prussia.
Il capoluogo era la città di Springe.
Fu soppresso il 1º marzo 1974; all'epoca il circondario contava 33 comuni.
Gran parte del suo territorio passò al circondario di Hildesheim, mentre quello dei comuni di Coppengrave, Duingen, Hoyershausen e Marienhagen fu assegnato al circondario di Holzminden.

## Comuni già appartenenti al circondario
- Adensen
- Alferde
- Altenhagen I
- Altenhagen II
- Alvesrode
- Bad Münder am Deister
- Bakede
- Beber
- Bennigsen
- Böbber
- Boitzum
- Brullsen
- Egestorf
- Eimbeckhausen
- Eldagsen
- Feggendorf
- Flegessen
- Gestorf
- Hachmühlen
- Hallerburg
- Hamelspringe
- Hasperde
- Holtensen
- Hülsede
- Hüpede
- Jeinsen
- Klein Süntel
- Lauenau
- Lauenstadt
- Lüdersen
- Luttringhausen
- Meinsen
- Messenkamp
- Milliehausen
- Mittelrode
- Nettelrede
- Neustadt
- Nienstedt
- Oerie
- Pattensen
- Pohle
- Rohrsen
- Rössing
- Schliekum
- Schmarrie
- Schulenburg
- Sorsum
- Springe
- Vardegötzen
- Völksen
- Waltershagen
- Wittenburg
- Wülfingen